# Herb Sławy
Herb Sławy – jeden z symboli miasta Sława i gminy Sława w postaci herbu.

## Wygląd i symbolika
Herb przedstawia w czerwonej tarczy herbowej srebrny zamek o otwartej bramie i blankowanych murach, z dwiema wieżami o trzech otworach okiennych każda. Między wieżami srebrna lilia heraldyczna, pod nią złoty róg barani.
Mobilia herbowe pochodzą z herbu rodowego rodziny Rechenbergów, którzy nabyli Sławę w 1468.